# Strâmba, Rahău
Strâmba (în ucraineană Стримба, transliterat: Strîmba) este un sat în comuna Apșa de Sus din raionul Rahău, regiunea Transcarpatia, Ucraina.

## Demografie
Componența lingvistică a localității Strâmba
     Ucraineană (97,99%)
     Română (1,27%)
     Alte limbi (0,52%)
Conform recensământului din 2001, majoritatea populației localității Strâmba era vorbitoare de ucraineană (97,99%), existând în minoritate și vorbitori de română (1,27%).